# Eumorphus tetraspilotus
Eumorphus tetraspilotus – gatunek chrząszcza z rodziny wygłodkowatych i podrodziny Lycoperdininae.
Gatunek opisany został w 1832 roku przez Fredericka Williama Hope'a.
Chrząszcz o ciele długości od 11 do 14 mm, z wierzchu ciemnofioletowoczarnym, u nie w pełni wybarwionych okazów fioletowym. Czułki tęgie, ósmy człon półtora raza dłuższy niż u wierzchołka szeroki. Pokrywy z dwiema małymi, okrągłymi, żółtymi plamkami na każdej, z których przednie oddalone są od szwu o swoją długość. Obrzeżenie pokryw słabo i tępo żeberkowane, wąskie na wysokości ramion. Uda jednolicie ciemne. Samiec o goleniach przednich odnóży wyglądających na skręcone i opatrzony zagiętym ku górze zębem wierzchołkowym, środkowych umiarkowanie łukowatych, a tylnych słabo łukowatych.
Gatunek znany z północnego i wschodniego Borneo, Sumatry, Singapuru, malezyjskich stanów Perak i Johor oraz Tajlandii.